# Coupe nord-américaine de ski alpin
La Coupe nord-américaine (Nor-Am Cup) a été créée afin d'avoir une équivalence à la Coupe d'Europe sur le continent nord-américain. 
Cette coupe concerne les épreuves suivantes en ski alpin : la descente, le slalom, le géant, le super-G et le super-combiné. Toutes les courses se déroulent sur le continent nord-américain.

## Règles
La Coupe nord-américaine suit toutes les règles de la FIS. Les deux meilleurs compétiteurs (masculin et féminin) du classement de chaque discipline individuelle ont le droit de concourir dans cette même discipline lors des épreuves de la Coupe du monde de ski alpin de la saison suivante.

## Palmarès

### Classement général

#### Palmarès masculin du général de la coupe nord-américaine
| Édition | Or                  | Argent              | Bronze              |
| ------- | ------------------- | ------------------- | ------------------- |
| 1999    | Jeff Durand         | Scott Macartney     | Thomas Vonn         |
| 2000    | Jakub Fiala         | Cameron Culbert     | Brett Fisher        |
| 2001    | Marco Sullivan      | Jean-Philippe Roy   | Thomas Vonn         |
| 2002    | Chip Knight         | Erik Guay           | Jeff Hume           |
| 2003    | Jesse Marshall      | Scott Macartney     | Kevin Francis       |
| 2004    | David Anderson      | Ted Ligety          | Wade H Bishop       |
| 2005    | John Kucera         | Chip Knight         | Brad Spence         |
| 2006    | Jake Zamansky       | Erik Fisher         | Jeffrey Frisch      |
| 2007    | Andrew Weibrecht    | Erik Fisher         | Jeffrey Frisch      |
| 2008    | Julien Cousineau    | Louis-Pierre Helie  | Kevin Francis       |
| 2009    | Louis-Pierre Helie  | Jeffrey Frisch      | Brad Spence         |
| 2010    | Dustin Cook         | Will Brandenburg    | Nolan Kasper        |
| 2011    | Thomas Biesemeyer   | Colby Granstorm     | Ryan Cochran-Siegle |
| 2012    | Erik Read           | Ryan Cochran-Siegle | Trevor Philp        |
| 2013    | Jared Goldberg      | Phil Brown          | Morgan Pridy        |
| 2014    | Ryan Cochran-Siegle | Dustin Cook         | Tyler Werry         |
| 2015    | Michael Ankeny      | Tyler Werry         | Trevor Philp        |
| 2016    | Erik Read           | James Crawford      | Erik Arvidsson      |
| 2017    | Phil Brown          | Nicholas Krause     | James Crawford      |
| 2018    | River Radamus       | James Crawford      | Sam Mulligan        |
| 2019    | Kyle Negomir        | Jeffrey Read        | Simon Fournier      |
| 2020    | Bridger Gile        | Jeffrey Read        | Kyle Negomir        |
| 2022    | Liam Wallace        | Riley Seger         | Sam Mulligan        |
| 2023    | Isaiah Nelson       | Jack Smith          | Asher Jordan        |

#### Palmarès féminin du général de la coupe nord-américaine
| Édition | Or                   | Argent                | Bronze                |
| ------- | -------------------- | --------------------- | --------------------- |
| 1999    | Alison Powers        | Anne-Marie Lefrançois | Sara-Maude Boucher    |
| 2000    | Britt Janyk          | Julia Mancuso         | Emily Brydon          |
| 2001    | Anna Prchal          | Sara-Maude Boucher    | Tatum Skoglund        |
| 2002    | Sophie Splawinski    | Hilary A McCloy       | Gail Kelly            |
| 2003    | Brigitte Acton       | Emilie Desforges      | Keely Kelleher        |
| 2004    | Stacey Cook          | Brigitte Acton        | Kaylin Richardson     |
| 2005    | Brigitte Acton       | Jessica Kelley        | Laurenne Ross         |
| 2006    | Megan McJames        | Caitlin Ciccone       | Keely Kelleher        |
| 2007    | Leanne Smith         | Kiley Staples         | Chelsea Marshall      |
| 2008    | Larisa Yurkiw        | Chelsea Marshall      | Emilie Desforges      |
| 2009    | Marie-Michèle Gagnon | Julia Ford            | Shona Rubens          |
| 2010    | Laurenne Ross        | Julia Ford            | Megan McJames         |
| 2011    | Kiley Staples        | Julia Ford            | Mikaela Shiffrin      |
| 2012    | Julia Ford           | Abby Ghent            | Megan McJames         |
| 2013    | Megan McJames        | Jacqueline Wiles      | Abby Ghent            |
| 2014    | Madison Irwin        | Katie Ryan            | Candace Crawford      |
| 2015    | Candace Crawford     | Mikaela Tommy         | Paula Moltzan         |
| 2016    | Megan McJames        | Valérie Grenier       | Candace Crawford      |
| 2017    | Ali Nullmeyer        | Nina O'Brien          | Patricia Mangan       |
| 2018    | Roni Remme           | Nina O'Brien          | Mikaela Tommy         |
| 2019    | Nina O'Brien         | A J Hurt              | Keely Cashman         |
| 2020    | Keely Cashman        | Tricia Mangan         | Stefanie Fleckenstein |
| 2022    | Ava Sunshine         | Stefanie Fleckenstein | Allie Resnick         |
| 2023    | Mary Bocock          | Cassidy Gray          | Dasha Romanov         |